# Volta a Suïssa 2005
La Volta a Suïssa 2005, 69a edició de la Volta a Suïssa, és una cursa ciclista per etapes que es disputà entre l'11 i el 19 de juny de 2005. La cursa formava part del calendari UCI ProTour 2005.
El vencedor final fou el basc Aitor González (Euskaltel-Euskadi), seguit de l'australià Michael Rogers (Quick Step-Innergetic) i l'alemany Jan Ullrich (T-Mobile Team).

## Equips participants
| N.    | Cod. | Equip                  |
| ----- | ---- | ---------------------- |
| 1-8   | TMO  | T-Mobile Team          |
| 11-18 | DVL  | Davitamon-Lotto        |
| 21-28 | RAB  | Rabobank               |
| 31-38 | PHO  | Phonak Hearing Systems |
| 41-48 | CSC  | Team CSC               |
| 51-58 | FAS  | Fassa Bortolo          |
| 61-68 | SDV  | Saunier Duval-Prodir   |
| 71-78 | LSW  | Liberty Seguros-Würth  |
| 81-88 | C.A  | Crédit Agricole        |
| 91-98 | LIQ  | Liquigas-Bianchi       |

| N.      | Cod. | Equip                          |
| ------- | ---- | ------------------------------ |
| 101-108 | COF  | Cofidis                        |
| 111-118 | DSC  | Discovery Channel              |
| 121-128 | QST  | Quick Step-Innergetic          |
| 131-138 | GST  | Team Gerolsteiner              |
| 141-148 | LAM  | Lampre-Caffita                 |
| 151-158 | BTL  | Bouygues Télécom               |
| 161-168 | FDJ  | Française des Jeux             |
| 171-178 | IBA  | Illes Balears-Caisse d'Epargne |
| 181-188 | SDM  | Domina Vacanze-De Nardi        |
| 191-198 | EUS  | Euskaltel-Euskadi              |

## Resultats de les etapes
| Etapa    | Data       | Recorregut                            | Km    | Vencedor d'etapa   | Líder de la general |
| -------- | ---------- | ------------------------------------- | ----- | ------------------ | ------------------- |
| 1a etapa | 11 de juny | Schaffhausen - Weinfelden             | 169,9 | Bernhard Eisel     | Bernhard Eisel      |
| 2a etapa | 12 de juny | Weinfelden - Weinfelden (CRI)         | 36    | Jan Ullrich        | Jan Ullrich         |
| 3a etapa | 13 de juny | Abtwil - Sankt Anton am Arlberg (AUT) | 154,2 | Bradley McGee      | Jan Ullrich         |
| 4a etapa | 14 de juny | Vaduz (LIE) - Bad Zurzach             | 208,2 | Robbie McEwen      | Jan Ullrich         |
| 5a etapa | 15 de juny | Bad Zurzach - Altdorf                 | 172,4 | Michael Albasini   | Jan Ullrich         |
| 6a etapa | 16 de juny | Bürglen - Arosa                       | 158,7 | Christopher Horner | Michael Rogers      |
| 7a etapa | 17 de juny | Einsiedeln - Lenk im Simmental        | 192,8 | Linus Gerdemann    | Michael Rogers      |
| 8a etapa | 18 de juny | Lenk im Simmental - Verbier           | 162,2 | Pablo Lastras      | Michael Rogers      |
| 9a etapa | 19 de juny | Ulrichen - Ulrichen                   | 100,4 | Aitor González     | Aitor González      |

## Classificacions finals

### Classificació general
|     | Ciclista         | Equip                 | Temps       |
| --- | ---------------- | --------------------- | ----------- |
| 1   | Aitor González   | Euskaltel-Euskadi     | 33h 08' 51" |
| 2   | Michael Rogers   | Quick Step-Innergetic | + 22"       |
| DSQ | Jan Ullrich      | T-Mobile Team         | + 1'36"     |
| 4   | Fränk Schleck    | Team CSC              | + 1'41"     |
| 5   | Chris Horner     | Saunier Duval-Prodir  | + 2'02"     |
| 6   | Koldo Gil        | Liberty Seguros-Würth | + 2'49"     |
| 7   | Beat Zberg       | Team Gerolsteiner     | + 3'47"     |
| 8   | Bradley McGee    | Française des Jeux    | + 4'13"     |
| 9   | Tadej Valjavec   | Phonak                | + 4'28"     |
| 10  | Leonardo Piepoli | Saunier Duval-Prodir  | + 6'01"     |

|   | Ciclista         | Equip                 | Punts |
| - | ---------------- | --------------------- | ----- |
| 1 | Bradley McGee    | F. des Jeux           | 42    |
| 2 | René Haselbacher | Gerolsteiner          | 39    |
| 3 | Aurélien Clerc   | Phonak                | 35    |
| 4 | Michael Rogers   | Quick Step-Innergetic | 32    |
| 5 | Chris Horner     | Saunier Duval-Prodir  | 31    |

|   | Ciclista             | Equip                 | Punts |
| - | -------------------- | --------------------- | ----- |
| 1 | Roberto Laiseka      | Euskaltel-Euskadi     | 58    |
| 2 | Chris Horner         | Saunier Duval         | 27    |
| 3 | Koldo Gil            | Liberty Seguros-Würth | 27    |
| 4 | Daniel Atienza       | Euskaltel-Euskadi     | 27    |
| 5 | Luis Pérez Rodríguez | Cofidis               | 23    |

|   | Ciclista          | Equip                 | Punts |
| - | ----------------- | --------------------- | ----- |
| 1 | Michael Albasini  | Liquigas              | 28    |
| 2 | Grégory Rast      | Phonak                | 11    |
| 3 | Koldo Gil         | Liberty Seguros-Würth | 9     |
| 4 | Daniel Schnider   | Phonak                | 9     |
| 5 | Thorwald Veneberg | Rabobank              | 9     |

|   | Equip                  | Temps       |
| - | ---------------------- | ----------- |
| 1 | Team Gerolsteiner      | 99h 44' 56" |
| 2 | Phonak Hearing Systems | + 2'33"     |
| 3 | Saunier Duval-Prodir   | + 3'40"     |
| 4 | Team CSC               | + 9'55"     |
| 5 | Liberty Seguros-Würth  | + 10'18"    |